# Матвейцева Ольга Володимирівна
Ольга Володимирівна Матве́йцева (нар. 4 квітня 1989, Чернігів) — український графік; член Національної спілки художників України з 2013 року. 

## Біографія
Народилася 4 квітня 1989 року в місті Чернігові (нині Україна). Дочка художників Володимира та Ганни Матвейцевих. 2013 року закінчила Національну академію образотворчого мистецтва і архітектури у Києві, де навчалась зокрема у Андрія Чебикіна. 

## Творчість
Працює у галузі станкової графіка у техніці офорту, акварелі. Створює натюрморти, пейзажі в стилі абстракціонізму. Серед робіт:
- «Натюрморт із грушею» (2008);
- «Зимовий вечір» (2008);
- «Осінь» (2009);
- «Сон» (2009);
- «Маргарита» (2009);
- «Сон літної ночі» (2009);
- «Осіння рапсодія» (2009);
- «Весна» (2009);
- «Ангел» (2009);
- «Ангел зі свічкою» (2009, папір, офорт);
- «Натюрморт з орхідеєю» (2010);
- «Знаки зодіаку» (2012);
- «Намисто» (2013);
- серія «Літня ідилія» (2013)
  - «Метелик» (офорт, акватинта);
  - «Сон» (офорт, акватинта);

Бере участь у всеукраїнських, міжнарожних художніх виставках з 2002 року. Персональні виставки відбулися у Вільнюсі у 2010 році, Будапешті у 2011 році, Чернігові у 2011, 2013 роках, Києві у 2011–2013 роках. 